# Liebre

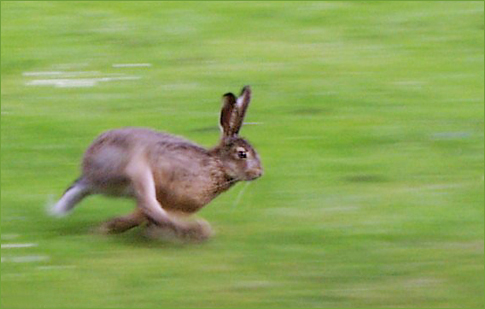
Una liebre asustada puede cubrir de un salto 3 metros con facilidad, y una vez en el suelo, puede saltar en ángulo recto para confundir a su perseguidor.

Liebre es el nombre común de los lepóridos pertenecientes al género Lepus. Las liebres se clasifican en la misma familia que los conejos. Son parecidas en tamaño y forma a los conejos y tienen la misma dieta. Son generalmente herbívoros y de orejas largas, corredores rápidos, y típicamente viven en solitario o en parejas. Las especies de liebre son nativas de África, Eurasia, Norteamérica y el archipiélago japonés.
Cinco especies de lepóridos con "liebre" en sus nombres comunes no se consideran verdaderas liebres: las liebres híspidas (Caprolagus hispidus), y cuatro especies conocidas como liebres de roca roja (que comprenden el género Pronolagus).
Una liebre de menos de dos años de edad se llama lebrato. El sustantivo colectivo que nombra a un grupo de liebres es manada.

## Biología
Las liebres son animales rápidos: la liebre europea (Lepus europaeus) puede alcanzar los 56 kilómetros por hora. Las cinco especies de liebres nativas del centro y oeste de Norteamérica son capaces de correr a 64 km/h, y pueden saltar hasta 3 m a la vez.
Normalmente un animal tímido, la liebre marrón europea cambia su comportamiento en primavera, cuando las liebres se pueden ver durante el día persiguiéndose; esto parece ser la competencia entre los machos para alcanzar el dominio (y por lo tanto más acceso a las hembras receptivas). Durante este frenesí primaveral, las liebres se pueden ver haciendo "boxeo": una liebre golpeando a otra con sus patas (probablemente el origen del término inglés "loco como una liebre de marzo"). Durante mucho tiempo se pensó que se trataba de una competición intermasculina por las hembras, pero la observación más cercana ha revelado que puede también darse el caso de que una hembra golpee a un macho para evitar la cópula.

### Diferencias con los conejos
Artículo principal: Conejo
Las liebres no cuidan a sus crías bajo tierra en una madriguera como lo hacen otros léporidos, sino más bien en una depresión poco profunda o un nido aplanado de pasto. Las liebres jóvenes se adaptan a la falta de protección física, en relación con la que ofrece una madriguera, al nacer completamente velludas y con los ojos abiertos. Son, por lo tanto, precoces y capaces de valerse por sí mismas poco después del nacimiento. Por el contrario, los conejos y los conejos de cola de algodón son altriciales, teniendo crías que nacen ciegas y sin pelo.
Todos los conejos (excepto los conejos de cola de algodón) viven bajo tierra en madrigueras, mientras que las liebres (y los conejos de cola de algodón) viven en nidos simples sobre el suelo, y usualmente no viven en grupos. Las liebres son generalmente más grandes que los conejos, con orejas más largas, y tienen manchas negras en su pelaje. Las liebres no han sido domesticadas, mientras que los conejos se crían para comer y se mantienen como mascotas domésticas. La mascota doméstica conocida como "liebre belga" es un conejo que ha sido criado selectivamente para asemejarse a una liebre.
Las liebres tienen cráneos articulados o cinéticos, únicos entre los mamíferos. Tienen 48 cromosomas mientras que los conejos tienen 44.
Las liebres se desplazan a mayor velocidad que los conejos.

### Clasificación[8]
Las 32 especies enumeradas son:
- Género Lepus
  - Subgénero Macrotolagus
    - Liebre antílope, Lepus alleni

  - Subgénero Poecilolagus
    - Liebre americana, Lepus americanus

  - Subgénero Lepus
    - Liebre ártica, Lepus arcticus
    - Liebre de Alaska, Lepus othus
    - Liebre de montaña, Lepus timidus

  - Subgénero Proeulagus
    - Liebre de cola negra, Lepus californicus
    - Liebre de flancos blancos, Lepus callotis
    - Liebre de El Cabo, Lepus capensis
    - Liebre de Tehuantepec, Lepus flavigularis
    - Liebre negra, Lepus insularis
    - Liebre de los matorrales, Lepus saxatilis
    - Liebre del desierto, Lepus tibetanus
    - Liebre de Tolai, Lepus tolai

  - Subgénero Eulagos
    - Liebre de piornal, Lepus castroviejoi
    - Liebre de Yunnan, Lepus comus
    - Liebre de Corea, Lepus coreanus
    - Liebre corsa, Lepus corsicanus
    - Liebre europea, Lepus europaeus
    - Liebre de Manchuria, Lepus mandschuricus
    - Liebre de lana, Lepus oiostolus
    - Liebre de las tierras altas de Etiopía, Lepus starcki
    - Liebre de cola blanca, Lepus townsendii

  - Subgénero Sabanalagus
    - Liebre de Etiopía, Lepus fagani
    - Liebre de sabana africana, Lepus microtis

  - Subgénero Indolagus
    - Liebre de Hainan, Lepus hainanus
    - Liebre de la India, Lepus nigricollis
    - Liebre de Burma, Lepus peguensis

  - Subgénero Sinolagus
    - Liebre china, Lepus sinensis

  - Subgénero Tarimolagus
    - Liebre de Yarkand, Lepus yarkandensis

  - Incertae sedis
    - Liebre japonesa, Lepus brachyurus
    - Liebre de Abisinia, Lepus habessinicus

## Como alimento
Las liebres y los conejos son abundantes en muchas áreas, se adaptan a una gran variedad de condiciones, y se reproducen rápidamente, así que la caza es a menudo menos regulada que para otras variedades cinegéticas. En áreas rurales de Norteamérica y particularmente en las épocas pioneras, fueron una fuente común de carne. Debido a su contenido extremadamente bajo en grasas, son una mala opción como alimento de supervivencia.
Las liebres se pueden preparar de la misma manera que los conejos — comúnmente asados enteros o despiezados para empanar y freír.
Hasenpfeffer (también deletreado Hasenfeffer) es un guiso alemán tradicional hecho de conejo o de liebre adobados. Pfeffer no es solo el nombre de una especia, sino también de un plato donde la propia sangre del animal se utiliza como un espesante de la salsa. El vino o el vinagre es también un ingrediente prominente, para prestar acidez a la receta.
Lagos Stifado (Λαγός στιφάδο) — estofado de liebre con cebollas, vinagre, vino tinto y canela — es un plato muy apreciado que se disfruta en Grecia y Chipre y en las comunidades de su diáspora, particularmente en Australia, donde la liebre es cazada como una especie salvaje invasora.
El estofado de liebre, conocido como civet de lièvre en Francia, es una liebre entera, cortada en trozos, marinada, y cocida con vino tinto y bayas de enebro en una olla alta que se coloca dentro de una cacerola con agua para hervir al baño maría. Tradicionalmente se sirve con la sangre de la liebre (o la sangre se añade justo al final del proceso de cocción) y vino de Oporto.
El estofado de liebre se describe en el influyente libro de cocina del siglo XVIII, El Arte de la Cocina de Hannah Glasse, con una receta titulada, "Una Liebre Estofada", que comienza: "cortarla en pedacitos, con manteca de cerdo aquí y allá..." La receta continúa con la cocción durante tres horas de las piezas de liebre en agua en una jarra puesta dentro de una cacerola de agua hirviendo. En el siglo XIX, se acreditó extensamente que Glasse había comenzado la receta con las palabras "primero, coja su liebre," como en esta citación. Esta atribución es apócrifa.
Tener una liebre recién cazada (o disparada) permitía obtener su sangre. Una liebre recién matada se preparaba para desangrar quitando sus entrañas y después se colgaba en la despensa por sus patas traseras, lo que hace que la sangre se acumule en la cavidad pectoral. Un método para preservar la sangre después de desangrar la pieza (puesto que la liebre se cuelga generalmente por una semana o más) es mezclarla con vinagre de vino tinto para prevenir la coagulación, y después almacenarla en un congelador.

Muchos otros libros de cocina británicos celebrados hasta mediados del siglo XX incluían numerosas recetas con estofados de liebre. Merle y Reitch, por ejemplo especifican:
La mejor parte de la liebre, cuando se tuesta, es el lomo y la parte gruesa de la pata trasera; las otras partes sólo son aptas para guisar, hacer picadillo, o salsa. Generalmente asar una liebre primero, y guisar o guardar la porción que no se come el primer día. [...]

Una Jarra a la Liebre es un modo de cocinar una liebre muy deseable cuando hay dudas en cuanto a su edad, pues de una liebre vieja, que sería de otra manera incomible, se puede hacer un plato agradable. [...]
Desde mediados del siglo XX, sin embargo, su consumo empezó a decaer cada vez más rápidamente. En 2006, un sondeo entre 2021 personas para el canal de televisión gastronómico británico UKTV encontró que solo el 1,6% de las personas menores de 25 años reconocían la liebre estofada por su nombre. Siete de diez dijeron que se negarían a comer estofado de liebre si se servía en la casa de un amigo o un pariente.
La liebre (y en los últimos tiempos, el conejo) es un alimento básico de la cocina maltesa. El plato era habitualmente presentado en los banquetes celebrados en honor a los Maestros de la Soberana Orden Militar de Malta, así como a los Inquisidores renacentistas residentes en la isla, varios de los cuales pasaron a ser Papa.
Según la tradición judía, la liebre está entre los mamíferos considerados no kosher, y por lo tanto, al igual que el conejo, no consumidos por los judíos observantes. Al contrario, según las leyes dietéticas islámicas, los musulmanes consideran la carne de liebre, (conejo, pica y damán) halal, y en Egipto, la liebre y el conejo son carnes populares para la mulukhiyah (sopa de hojas de yute), especialmente en El Cairo. Los chiitas, sin embargo, tienen diferencias en esa opinión.
En Inglaterra, un plato ahora raramente servido es la liebre en maceta. En ella, la carne de liebre se cocina, y luego se cubre en al menos una pulgada (preferiblemente más) de mantequilla. La mantequilla es un conservante (excluye el aire); por lo que el plato se puede almacenar hasta varios meses. Se sirve frío, a menudo en el pan o como aperitivo.

## Folclore y mitología
La liebre en los cuentos populares africanos es un embaucador; algunas de esas historias tradicionales sobre la liebre fueron contadas entre los esclavos africanos en América, y son la base de las historias del conejo Br'er. La liebre aparece en el folclore inglés en el refrán "loco como una liebre en marzo" y en la leyenda de la Liebre Blanca que trata alternativamente de un bruja que toma la forma de una liebre blanca y sale en busca de su presa en la noche o del espíritu de una doncella de corazón roto que no puede descansar y que persigue a su amante infiel.
Muchas culturas, incluyendo la china, la japonesa y la mexicana, ven una liebre en el patrón de manchas oscuras en la luna (véase, El conejo en la luna). La constelación Lepus también se representa con una liebre.
La liebre fue considerada en la antigüedad un animal sagrado de Afrodita y Eros debido a su alta libido. Liebres vivas eran presentadas a menudo como un regalo de amor en la antigua Grecia. La liebre se asocia también comúnmente a la diosa anglosajona Ostara, y por lo tanto sus símbolos paganos como el Conejito de Pascua han sido adaptados en la tradición cristiana. Sin embargo, ninguna fuente primaria apoya esta creencia, que parece ser una invención moderna.
En la tradición europea, la liebre simboliza las dos cualidades de la rapidez y la timidez. Este último hizo que Linneo diera a la liebre europea el nombre Lepus timidus en su clasificación zoológica, que ahora se limita a las liebres de montaña. Varias fábulas antiguas describen a la liebre veloz; como en Las liebres y las ranas, las cuales incluso deciden suicidarse en masa hasta que encuentran una criatura tan tímida que incluso les tiene miedo. Por el contrario, en La liebre y la tortuga, la más conocida entre las fábulas de Esopo, la liebre pierde una carrera por ser demasiado confiada en su rapidez subestimando a la tortuga a quien consideraba como "inferior" y quien ganó la carrera gracias a su perseverancia. En el folclore irlandés, la liebre es a menudo asociada a los sídhe (feéricos) u otros elementos paganos. En estas historias, los personajes que dañan a las liebres a menudo sufren terribles consecuencias.
En junio de 2014, la Casa Pushkin (Instituto de literatura rusa de la Academia de Ciencias de Rusia) acogió la conferencia internacional "La Filosofía de la Liebre: Perspectivas inesperadas en la investigación de las humanidades". Los organizadores de la conferencia surgieron con la idea como una réplica a una reclamación anterior del Ministro de cultura de Rusia, Vladimir Medinsky, de que los eruditos de las humanidades estaban desperdiciando dinero del gobierno conduciendo investigaciones sobre temas incomprensibles con nombres como el que eligió.
La carne de liebre fue una de las que estaba prohibido comer a los hebreos y los egipcios, según Eliano, se abstenían igualmente de ella. Los griegos y romanos por el contrario, hacían de ella una gran comida, siendo preferida a la de todos los otros cuadrúpedos. Tenían una especie de parques que llamaban leporaria donde las criaban y engordaban. Creían estos, sin fundamento, que el que comía liebre adquiría ciertos rasgos de hermosura que conservaba por nueve días. De esta superstición, surgió el proverbio: no come liebre que aplicaban al hombre feo y por esta razón el emperador Alejandro Severo tenía dispuesto que todos los días se le sirviera liebre.
Este animal era antiguamente en Occidente uno de los atributos del otoño y del invierno. Asimismo era el emblema del miedo y de la timidez. Entre los antiguos egipcios lo era también de la vigilancia y del oído, por suponer que duerme con los ojos abiertos y tiene un oído muy fino.

## Topónimos
La liebre ha dado lugar a topónimos locales. Un ejemplo en Escocia es 'Murchland', siendo 'murchen' una palabra escocesa para liebre.